# Dictynidae
Dictynidae, porodica pauka (Araneae), red paučnjaka (Arachnida ). Obuhvaća (589) vrsta unutar 53 roda, a najzastupljeniji su rodovi Dictyna sa 117 i Cicurina sa 129 vrste.

## Rodovi i broj vrsta
1. Adenodictyna Ono, 2008 1
2. Aebutina Simon, 1892 1
3. Ajmonia Caporiacco, 1934 11
4. Altella Simon, 1884 10
5. Anaxibia Thorell, 1898 6
6. Arangina Lehtinen, 1967 2
7. Archaeodictyna Caporiacco, 1928 9
8. Arctella Holm, 1945 2
9. Argenna Thorell, 1870 7
10. Argennina Gertsch & Mulaik, 1936 1
11. Atelolathys Simon, 1892 1
12. Banaidja Lehtinen, 1967 1
13. Bannaella Zhang & Li, 2011 3
14. Blabomma Chamberlin & Ivie, 1937 11
15. Brigittea Lehtinen, 1967 6
16. Brommella Tullgren, 1948 7
17. Callevophthalmus Simon, 1906 2
18. Chaerea Simon, 1884 1
19. Chorizomma Simon, 1872 1
20. Cicurina Menge, 1871 129
21. Devade Simon, 1884 9
22. Dictyna Sundevall, 1833 117
23. Dictynomorpha Spassky, 1939 2
24. Emblyna Chamberlin, 1948 76
25. Hackmania Lehtinen, 1967 2
26. Helenactyna Benoit, 1977 2
27. Hoplolathys Caporiacco, 1947 1
28. Iviella Lehtinen, 1967 3
29. Lathys Simon, 1884 46
30. Mallos O. Pickard-Cambridge, 1902 16
31. Marilynia Lehtinen, 1967 2
32. Mashimo Lehtinen, 1967 1
33. Mastigusa Menge, 1854 3
34. Mexitlia Lehtinen, 1967 3
35. Mizaga Simon, 1898 2
36. Nigma Lehtinen, 1967 14
37. Paradictyna Forster, 1970 2
38. Paratheuma Bryant, 1940 11
39. Penangodyna Wunderlich, 1995 1
40. Phantyna Chamberlin, 1948 14
41. Qiyunia Song & Xu, 1989 1
42. Rhion O. Pickard-Cambridge, 1870 1
43. Saltonia Chamberlin & Ivie, 1942 1
44. Scotolathys Simon, 1884 1
45. Shango Lehtinen, 1967 1
46. Sudesna Lehtinen, 1967 7
47. Tahuantina Lehtinen, 1967 1
48. Tandil Mello-Leitão, 1940 1
49. Thallumetus Simon, 1893 10
50. Tivyna Chamberlin, 1948 4
51. Tricholathys Chamberlin & Ivie, 1935 10
52. Viridictyna Forster, 1970 5
53. Yorima Chamberlin & Ivie, 1942 6

## Galerija
- Dictyna uncinata
- Dictyna schmidti
- Lathys insulana